# Clerodendrum fastigiatum
Clerodendrum fastigiatum là một loài thực vật có hoa trong họ Hoa môi. Loài này được (Hunter ex Ridl.) H.J.Lam mô tả khoa học đầu tiên năm 1919.